# دلهمة
دلهمة (الاسم العلمي: Chelydra)، جنس سلاحف من فصيلة دلهميات. موطنها الأمريكتين، حيث تضم ثلاثة أنواع، واحد في أمريكا الشمالية واثنان في أمريكا الوسطى، واحد منها موجود أيضًا في شمال غرب أمريكا الجنوبية.